# Jerry H. Bilik
Jerry H. Bilik (* 7. Oktober 1933 in New Rochelle, New York) ist ein US-amerikanischer Komponist.
Er studierte Musik an der Universität von Michigan unter anderem bei Ross Lee Finney und schloss sein Studium 1955 ab. Bis 1958 war er als Arrangeur an der West Point Military Academy Band in West Point tätig. Daran schloss er ein privates Studium bei Tibor Serly an, ein Schüler Béla Bartóks und Autor einer neuen Musiktheorie namens Modus Lascivus, die eine bestimmte Rangfolge der Tonarten beschreibt. Von 1962 bis 1968 war er Dozent an der Michigan University School of Music. Seitdem betätigt er sich als freischaffender Komponist und Arrangeur. 
In den Vereinigten Staaten von Amerika wurde er bekannt durch seine Transkriptionen und seine Kompositionen für Blasorchester, seine Vokalwerke und seine Publikation über Arrangieren. Er arrangierte Musik für verschiedene Fernsehserien, darunter Starsky & Hutch, Drei Engel für Charlie und für die Show Disney on Ice.

## Werke

### Werke für Blasorchester
- Hollywood Halftime
- Concertino für Alt Saxophon und Blasorchester
- American Variations
- American Civil War Fantasy
- Block M March
- The Twelve Days of Christmas
- Symphony for Band
  1. Allegro Vivace
  2. Andante
  3. Andante Maestoso, Allegro Ritmico